# Senador Guiomard
Senador Guiomard é um município brasileiro do interior do estado do Acre. Localizado no Vale do Acre, na região Norte do Brasil, é o sétimo município mais populoso do estado, com 22 810 habitantes em 2018, de acordo com estimativas do Instituto Brasileiro de Geografia e Estatística (IBGE). ― correspondente a 2,8% da população estadual. Seu nome é uma homenagem ao político José Guiomard dos Santos. Está localizado a 24 km de Rio Branco, a capital do estado.

## História
A comunidade, situada a beira do igarapé Judia, alcançou a categoria de vila em 1956, e em 14 de maio de 1976 tornou-se município, denominado em homenagem ao autor do projeto de lei que o criou, o senador José Guiomard dos Santos.. Anteriormente a localidade era chamada de Quinari, nome derivado da árvore Quinquina 
O município também é conhecido como o ponto do "amendoim". Todos os anos oferece para a comunidade e turistas a famosa "Festa do Amendoim".

## Geografia
Em 2010 a população do município era de 20 153 habitantes, 12.051 habitantes na zona urbana; 7.476 habitantes na zona Rural. A sua área é de 2 321 km², ocupando a décima oitava posição em extensão territorial, com uma densidade de 8,69 hab./km².
Limita-se ao norte com Lábrea (AM), ao sul e a oeste com o município de Rio Branco, a leste com o município de Plácido de Castro e a nordeste com o município de Acrelândia.

### Subdivisões

#### Bairros
| - Maria Fernandes (Fazendinha) - Chico Paulo - Edilo Rodrigues - Naire Leite (Tampo Azul) - Triunfo - Centro - Mufumbo - São Francisco - 18 de Setembro - Manoel Gomes - Amoty Pascoal - João Rodrigues - Jardim Botânico - Cohab - Democracia (Mutirão) O município baseia sua economia na agropecuária, correspondendo a mais de um terço da composição econômica do município, na área produtiva, com usinas de beneficiamento e alguma agroindústrias. Descendentes de japoneses que moram no município investiram no plantio e produção de amendoim. A administração pública já deixou de ser destaque, o grande triunfo econômico do município é a Zona de Processamento de Exportação, que tem na sua localização estratégica para os portos pacífico o seu maior atrativo. Encontra-se em fase de implantação. \| Serviços \| 43 % \| \| Agropecuária \| 35,1 % \| \| Indústria \| 21,9 % \| |        |
| |        |
| Serviços | 43 %   |
| Agropecuária | 35,1 % |
| Indústria | 21,9 % |

## Religião
Religião no Município de Senador Guiomard segundo censo de 2010.
| Religião       | %    |
| -------------- | ---- |
| Catolicismo    | 48,8 |
| Protestantismo | 34,0 |
| Outras         | 4,6  |
| Sem religião   | 12,6 |

## Acesso
O acesso ao município se dá por rodovias pavimentadas. Liga-se a Rio Branco pela rodovia estadual AC-040, e ao município de Boca do Acre, no estado do Amazonas, pela rodovia BR-317.